# Pantana simplex
Pantana simplex är en fjärilsart som beskrevs av John Henry Leech 1899. Pantana simplex ingår i släktet Pantana och familjen tofsspinnare. Inga underarter finns listade i Catalogue of Life.